# Stazione di Monte San Biagio-Terracina Mare
La stazione di Monte San Biagio-Terracina Mare è una stazione ferroviaria posta sulla linea Roma-Formia-Napoli, a servizio del comune di Monte San Biagio e, in seguito, anche quello di Terracina. La stazione è stata ammodernata, i marciapiedi sono stati alzati a standard europei per scendere dai treni senza fatica. All'esterno è presente un parcheggio, di recente è stato rimosso il sovrappasso e sostituito da un nuovo sottopassaggio. In questa stazione, sono presenti anche un bar e i servizi igienici.

## Storia
La stazione venne inaugurata il 17 luglio del 1922. Fu distrutta dai tedeschi durante la seconda guerra mondiale e successivamente venne ripristinata.
Fino al 29 luglio 2017 era denominata "Monte San Biagio". 
Per riflettere meglio il suo ruolo di servizio anche per il comune di Terracina, dal 2012 sprovvisto di collegamento ferroviario, la stazione ha assunto la nuova denominazione di "Monte San Biagio-Terracina Mare".
Da febbraio 2025 la COTRAL ha potenziato ulteriormente i collegamenti tra la città di Terracina e la stazione Monte San Biagio-Terracina Mare.

## Strutture ed impianti
Le banchine al servizio dei binari sono dotate di pensiline e sono unite tramite sottopassaggio e ascensore.
- Il binario 1 è utilizzato in direzione Napoli;
- Il binario 2 non ha la banchina ed è usato solo per il transito;
- Il binario 3 è utilizzato in direzione Roma;
- Il binario 4 è usato in caso di incroci o dai treni merci, per dare precedenza ai treni passeggeri.

## Movimento
La stazione è servita da treni regionali (REG o R) sulla linea FL7, svolta da Trenitalia nell'ambito del contratto di servizio stipulato con la Regione Lazio, diretti a Roma Termini, Napoli Centrale, Formia-Gaeta e Minturno-Scauri. Il tempo medio di percorrenza per Roma è di circa 1 ora e 10 minuti.
Dal 15 giugno 2024, la stazione è servita anche da due treni intercity, diretti rispettivamente a Milano Centrale e Reggio di Calabria Centrale.

## Servizi
La stazione dispone di:
- Bar
- Biglietteria automatica
- Sala d'attesa
- Servizi igienici
- Annuncio sonoro, arrivo, partenza e transito treni
- Parcheggio di interscambio
- Sottopassaggio
- Ascensori
- Stazione videosorvegliata

## Interscambi
- Fermata autobus extraurbano COTRAL
- Fermata autobus urbano Ronci Europa Viaggi
- Fermata autobus COTRI (Navetta da e per Terracina)
- Fermata autobus Ronci Europa Viaggi (Navetta da e per Lenola)